# Kammgarnspinnerei (Kaiserslautern)

Aktie über 100 RM der Kammgarnspinnerei Kaiserslautern vom Dezember 1931

Die Kammgarnspinnerei nahe dem Zentrum der Stadt Kaiserslautern wurde 1857 gegründet und ging 1981 in Konkurs.

## Geschichte
1935 übernahm das Textilunternehmen J. F. Adolff die Mehrheit der Aktien der Kammgarnspinnerei.

## Nachnutzung
Auf dem Gelände mit dem hohen Schornstein, der eines der Wahrzeichen der Stadt ist, befindet sich seit 2017 ein Fachbereich der Hochschule Kaiserslautern samt Hochschulbibliothek, die Gartenschau Kaiserslautern (hervorgegangen aus der Landesgartenschau 2000) und die Kammgarn GmbH, deren Hauptinhaber die Stadt Kaiserslautern ist. Das Gelände bildet eine Denkmalzone. Zu letzterer gehört ebenso das frühere Empfangsgebäude des Bahnhof Kaiserslautern West.
Die stadteigene Kammgarn GmbH veranstaltet auf dem Gelände und im Kulturzentrum Kammgarn ganzjährig Konzerte und Kulturereignisse. Dafür stehen unter anderem ein Saal und zwei Bars zur Verfügung.
Jährlich findet das Kammgarn International Blues Festival statt.

## Persönlichkeiten
- Hans Adolff, Unternehmer, war ab 1937 Direktor der Kammgarnspinnerei
- Franz Armand Buhl, Politiker, Mitbegründer des Unternehmens
- Karoline Kriechbaum, Autorin, arbeitete in den 1930er Jahren vor Ort
- Friedrich Neumayer, Rechtsanwalt und Manager, war Aufsichtsratsvorsitzender der Kammgarnspinnerei
- Fritz Walter, Fußballspieler, betrieb eine Wäscherei, deren Hauptkunde die Kammgarnspinnerei war; letztere kaufte die Wäscherei später auf